# Guglielmo di Saint-Pathus
Guglielmo di Saint-Pathus (in francese Guillaume de Saint-Pathus; Saint-Pathus, 1250 – 1315) è stato un religioso francese appartenente all'Ordine dei frati minori.
Legato alla famiglia di Luigi IX di Francia, è stato dal 1277 al 1295 fu il confessore della regina consorte Margherita di Provenza, e dal 1296 al 1314 circa di una delle sue figlie Bianca di Francia, nata nel 1253. Quest'ultima commissionò al frate una biografia di Luigi IX di Francia. A proposito dello stesso sovrano egli scrisse pure un panegirico.